# Franz Bistricky
Franz Bistricky, avstrijski rokometaš, * 26. julij 1914, † 7. maj 1975.
Leta 1936 je na poletnih olimpijskih igrah v Berlinu v sestavi avstrijske rokometne reprezentance osvojil srebrno olimpijsko medaljo.